# Mechanitis doryssus
Mechanitis doryssus är en fjärilsart som beskrevs av Bates 1864. Mechanitis doryssus ingår i släktet Mechanitis och familjen praktfjärilar. Inga underarter finns listade i Catalogue of Life.